# Megazostrodon
Il megazostrodonte (gen. Megazostrodon) era un mammifero primitivo. È considerato limitatamente a questa classe la più antica specie di cui si sia a conoscenza, essendo comparso circa 200 milioni di anni fa.

## Caratteristiche
L'animale ricordava vagamente nell'aspetto il moderno toporagno nonostante sia vissuto in un'epoca veramente arcaica essendo apparso nel periodo triassico ed essendosi estinto nel giurassico.
Le caratteristiche evidenziate dai suoi resti fossili permettono di notare che si tratti di un anello di collegamento tra i Cinodonti e i mammiferi propriamente detti.
Le sue dimensioni erano comprese tra i 10 ed i 12 centimetri di lunghezza e la sua dieta era costituita da lucertole, insetti e altri piccoli animali.
La grandezza della testa fa pensare ad uno sviluppato senso  dell'olfatto e dell'udito e quindi a delle spiccate abitudini notturne. Questo gli dava il vantaggio di sfuggire più facilmente ai suoi nemici costituiti dai teropodi e contemporaneamente cacciare meglio le sue prede.